# イェンス・ホルンボー

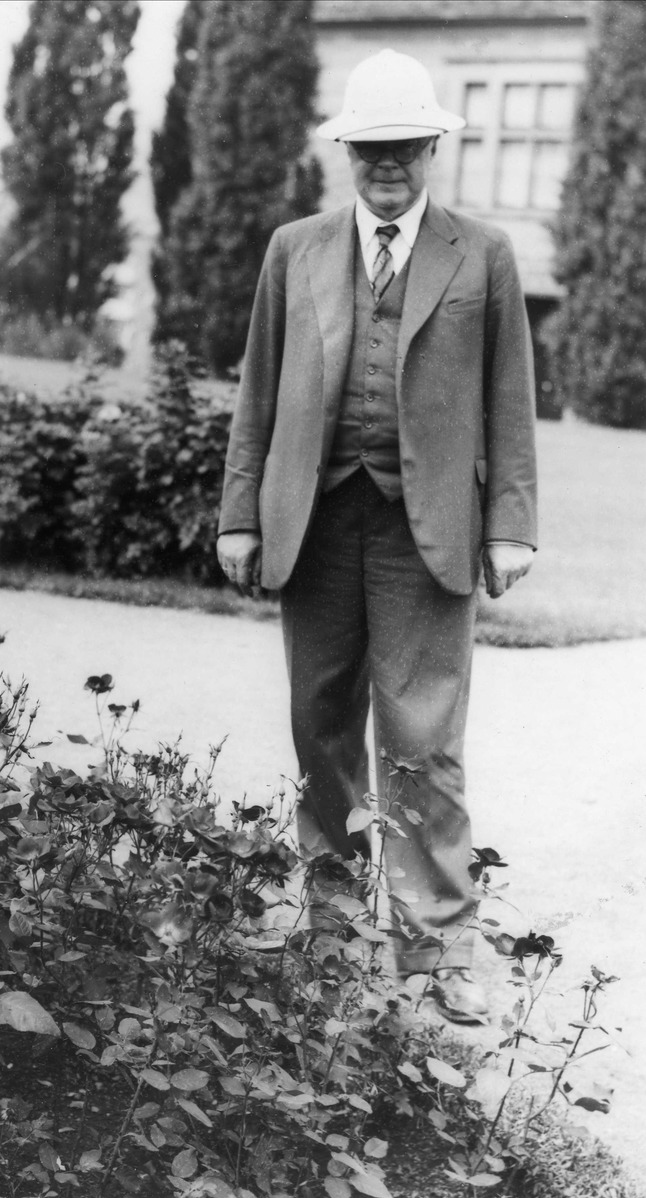
イェンス・ホルンボー

イェンス・ホルンボー（Jens Holmboe、1880年5月5日 - 1943年7月24日）は、ノルウェーの植物学者である。

## 略歴
トベーデストランで医者の息子に生まれた。祖父の同名のイェンス・ホルンボーは有名な政治家である。学生の時代に、ノルウェーの泥炭地の植物の残渣のテーマの論文で賞を受賞した。1902年にクリスチャニア大学植物園に助手として雇われ、1906年からベルゲン博物館の植物部門の学芸員となった。1914年に同博物館の植物学教授となり、1907年から1917年の間、館長を務めた。ベルゲン博物館を母体にベルゲン大学の創立の計画が進められ、管理業務が多忙となり、研究が妨げられるようになったため、館長を辞した。1906年から雑誌 "Naturen"の編集を行った。
ノルウェーや海外の野外調査を行い、1905年にはキプロスの植物相を研究した。ノルウェーの植物相の起源、植物生態学、珪藻や東洋の植物に関する著書がある。1910年からクリスチャニア科学学会の会員である。ノース・スター勲章（Nordstjerneordenen：Order of the North Star）を受勲した。
キク科の種、Taraxacum holmboeiなどに献名されている。

## 著作
- 1903. Planterester i norske Torvmyrer (Restos vegetales en turberas noruegas)
- 1914. Studies on the Vegetation of Cyprus